# Dolichognatha cygnea
Dolichognatha cygnea là một loài nhện trong họ Tetragnathidae.
Loài này thuộc chi Dolichognatha. Dolichognatha cygnea được Eugène Simon miêu tả năm 1893.